# Улица 40 лет Октября (Казань)
Улица 40 лет Октября (40-летия Октября, тат. Октябрьнең 40-еллыгы урамы, Oktäberneñ 40-yıllığı uramı) — улица в Кировском районе Казани.

## География
Начинаясь восточнее Маршрутной улицы, пересекает её и заканчивается пересечением с улицей Можайского. Ближайшие параллельные улицы — Телецентра и Пархоменко. 

## История
Улица возникла в конце 1950-х годов и была первоначально застроена малоэтажными сталинками, а в конце улицы были построены хрущёвки; бо́льшая часть этих домов дома являлись ведомственными. Тогда же, во второй половине 1950-х, улица получила своё современное название. В начале 2000-х годов один из домов по улице был снесён в рамках программы ликвидации ветхого жилья, а в конце 2010-х годов дома в начале улицы были расселены (а затем снесены) для постройки на их месте 8-9 этажных домов.
С момента возникновения улицы она административно относилась к Кировскому району.

## Объекты
- № 2, 4 — жилые дома института «Союзхимпромпроект» (снесены).[11]
- № 5, 7 — жилые дома НИИ химических продуктов.[12]
- № 6/11, 10, 12, 13, 14/9, 15, 17, 19 — жилые дома порохового завода.[12]
- № 8/10 — в этом доме располагался противотуберкулёзный диспансер.[13]
- № 22 — филиал детского сада № 259 «Василёк» (ранее детский сад № 178 льнокомбината[тат.]).[13]

## Транспорт
Общественный транспорт по улице не ходит. Ближайшие остановки общественного транспорта — «Можайского» и «Травмпункт Кировского района» (автобус). 

## Галерея

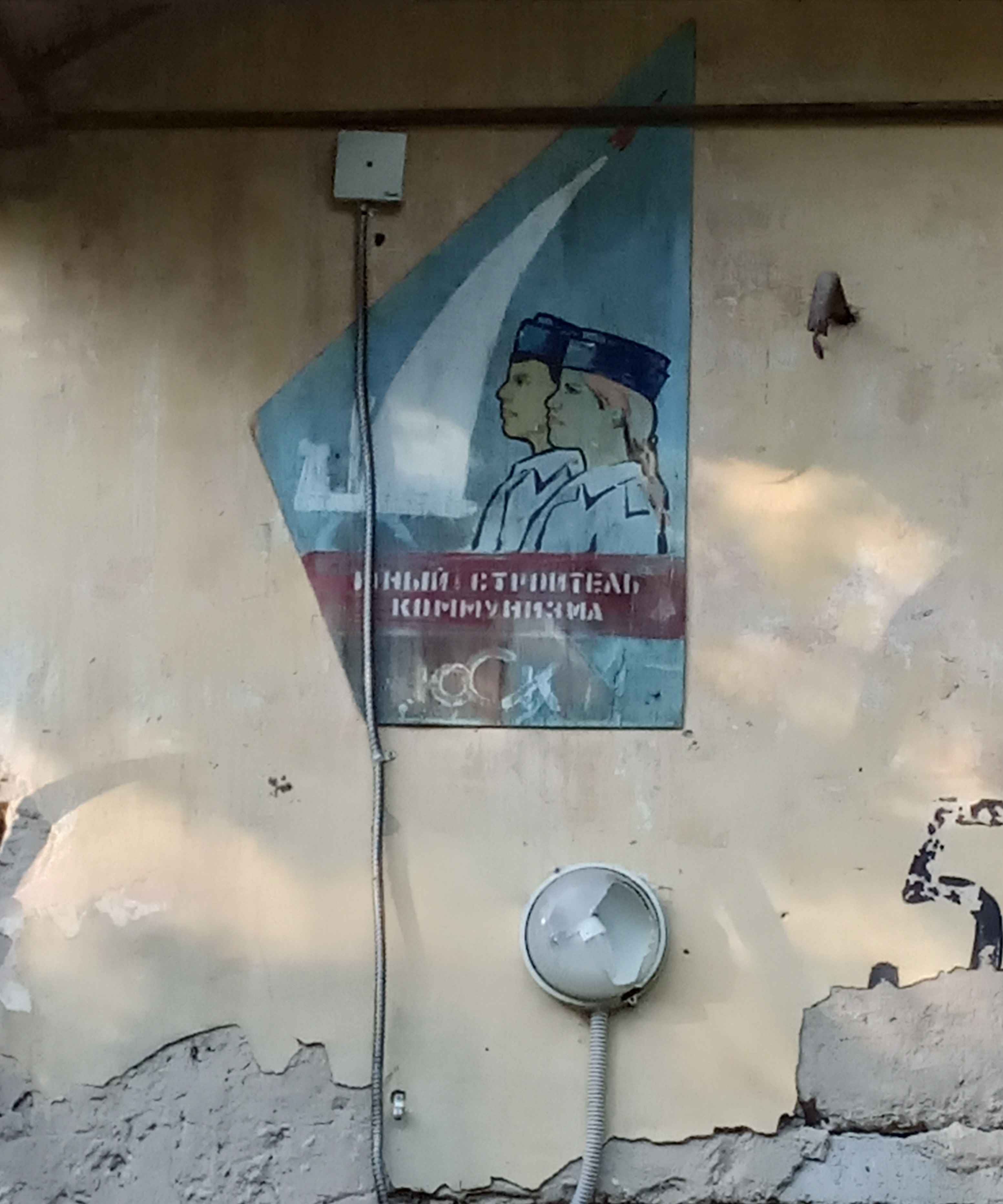
Значок «Юный строитель коммунизма» на доме № 5